# Mystery Sea Raider
Mystery Sea Raider is een Amerikaanse oorlogsfilm uit 1940 onder regie van Edward Dmytryk.

## Verhaal
Bij het begin van de Tweede Wereldoorlog wil de Duitse spion Carl Cutler de stoomboot van de Amerikaanse kapitein Jimmy Madden gebruiken om Britse schepen tot zinken te brengen. De kapitein en zijn verloofde June McCarthy kunnen zijn plannen dwarsbomen.

## Rolverdeling
| Acteur          | Personage             |
| --------------- | --------------------- |
| Carole Landis   | June McCarthy         |
| Henry Wilcoxon  | Kapitein Jimmy Madden |
| Onslow Stevens  | Carl Cutler           |
| Kathleen Howard | Maggie Clancy         |
| Wally Rairden   | Blake                 |
| Sven Hugo Borg  | Sven                  |
| Henry Victor    | Commandant Bulow      |
| Roland Varno    | Luitenant Schmidt     |
| Louis Adlon     | Lerner                |
| Willy Kaufman   | Luitenant Felder      |
| Monte Blue      | Kapitein Norberg      |
| Matthew Boulton | Kapitein Howard       |
| Gohr Van Vleck  | Kapitein Van Wyck     |
| Jean Del Val    | Kapitein Benoit       |
| Kay Linaker     | Flossie La Mare       |